# برنت لوند
برنت لوند (بالنرويجية: Bernt Lund)‏ (و. 1812 – 1885 م) هو كاتب، ورسام، وشاعر نرويجي، توفي عن عمر يناهز 73 عاماً.

## معرض صور

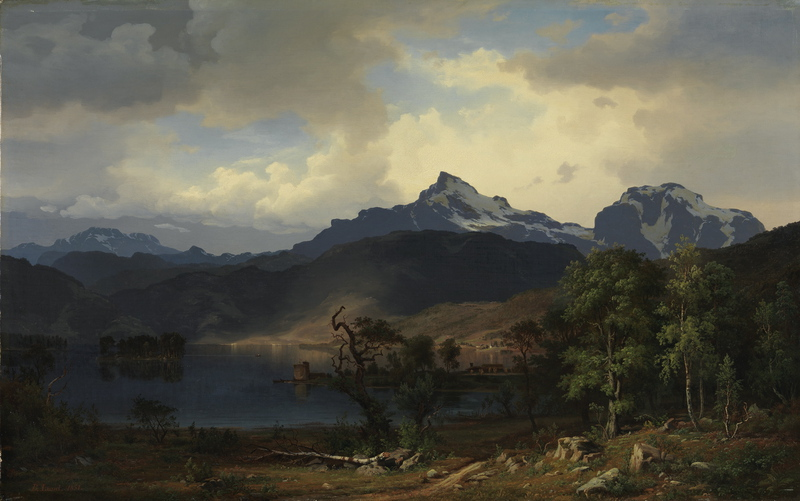
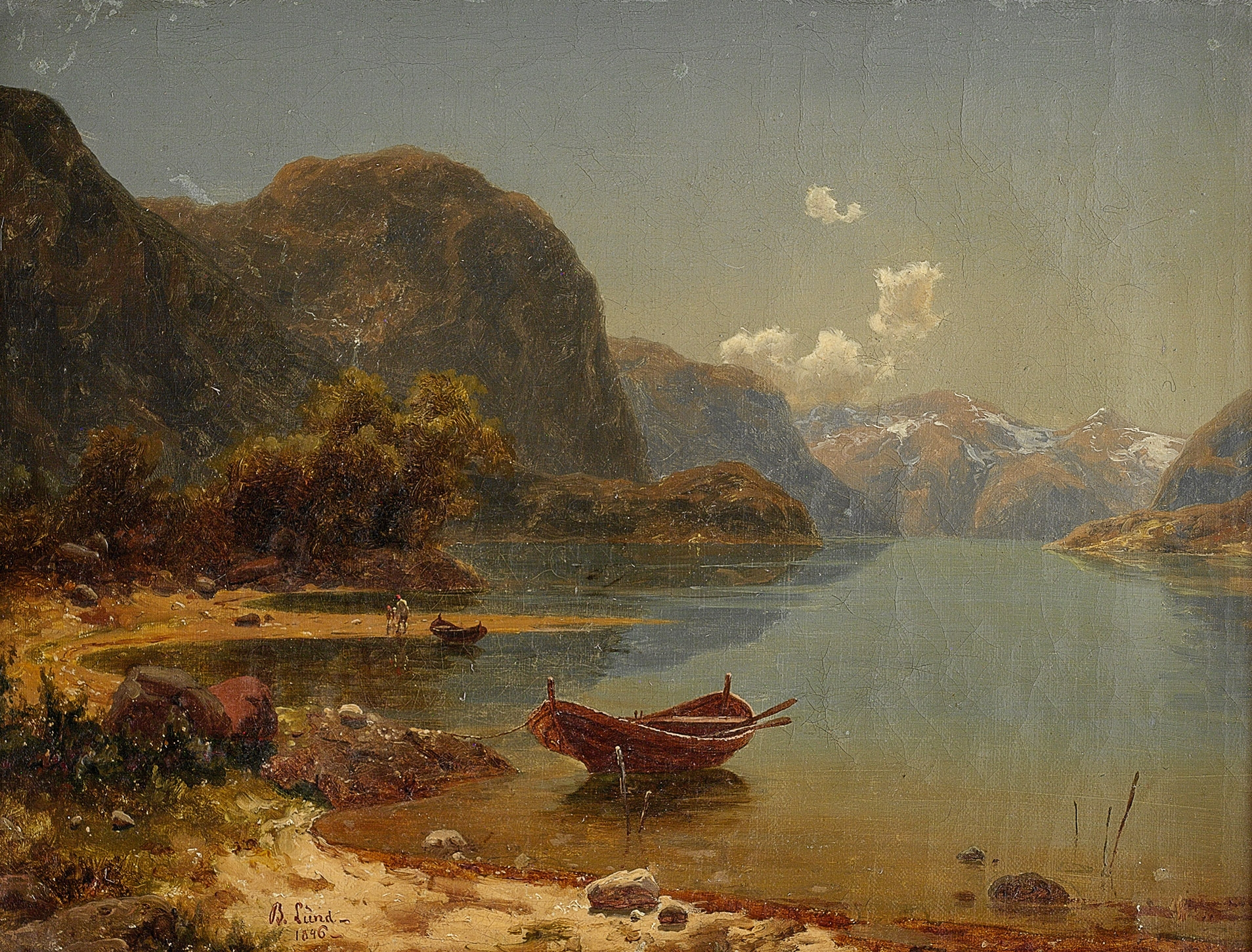
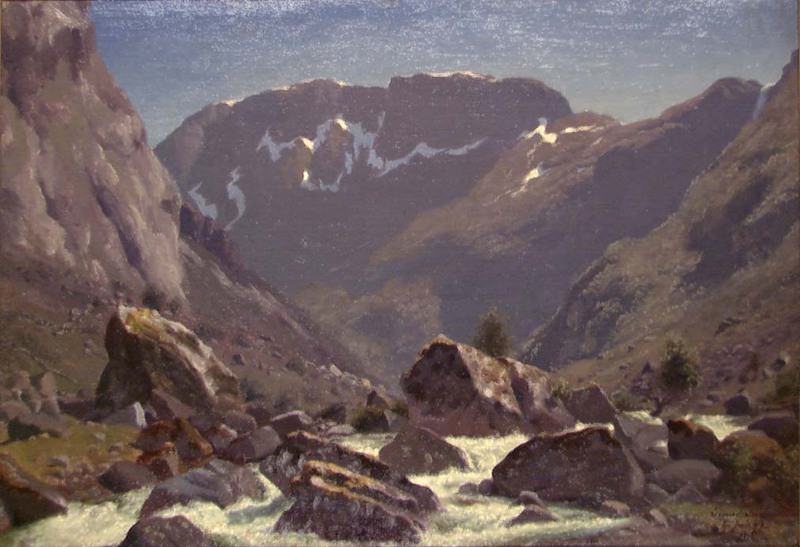